# John St John (1er baronnet)
John St John, 1er baronnet (5 novembre 1585 - 1648) de Lydiard Tregoze dans le comté anglais du Wiltshire, est député et royaliste éminent pendant la guerre civile anglaise. Il est créé baronnet le 22 mai 1611.

## Biographie
Il est le deuxième fils de John St John (d. 1594) de Lydiard Tregoze et de sa femme Lucy, la fille de Walter Hungerford (chevalier) (en). À la mort de son père en 1594, la plupart des domaines familiaux, dans le Wiltshire, reviennent à son frère aîné Walter ; John reçoit le manoir de Garsington, dans l'Oxfordshire, et se voit promettre 200 £ à sa majorité. Il est d'abord placé sous la tutelle d'un parent éloigné, John St John, 2e baron St John de Bletso, mais Lord St John meurt en 1596, et la tutelle passe ensuite à l'oncle de John, Oliver St John (1er vicomte Grandison). Oliver s'arrange pour l'éducation de John: il l'inscrit à Trinity College, Oxford le 3 avril 1601 et il est admis à Lincoln's Inn en 1604. Pendant ce temps, le frère de John Walter se noie près de Castle Cornet en août 1597 quand il est auprès de Thomas Leighton, gouverneur de Guernesey. De lui, John hérite de Lydiard Tregoze et du reste des domaines familiaux du Wiltshire. Sa mère meurt en 1598, lui laissant ses propriétés conjointes de Purley Park, Berkshire, et Hatfield Peverel, Essex. Thomas Leighton achète sa tutelle en 1602, et reçoit la permission de régler divers domaines sur sa fille Anne, qui épouse St John le 9 juillet 1604 à l'âge de 12 ans. Le couple a neuf fils, dont seulement deux lui survivent, et quatre filles, dont trois lui survivent. Anne est décédée le 19 septembre 1628.
Il est fait chevalier à Whitehall, le 2 février 1608, et est créé baronnet à la première institution de cet ordre, le 22 mai 1611, étant le dix-septième dans l'ordre de préséance. Au début des années 1630, il hérite de Lord Grandison, son oncle, ses domaines de Battersea et Wandsworth .

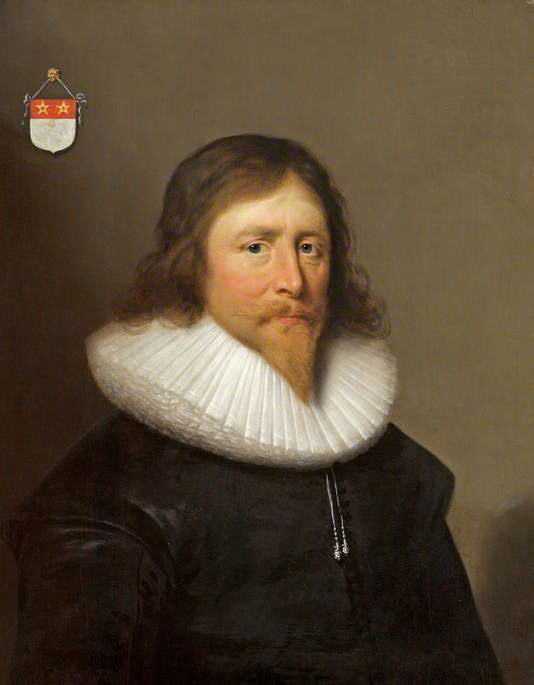
John Saint John en 1631

St John est député du Wiltshire de 1624 à 1625 et haut shérif du Wiltshire de 1632 à 1633.
Pendant la guerre civile anglaise, St John et sa famille soutiennent la cause royaliste. Trois de ses fils sont tués au service du roi Charles Ier : Guillaume, son second fils, est tué lors de la prise de Cirencester, dans le Gloucestershire, sous le prince Rupert ; Edward, le troisième fils, à la bataille de Newbury, dans le Berkshire ; et Jean, le cinquième fils, au nord .
Seuls deux de ses huit fils lui survivent, et c'est son sixième fils, Walter St John (3e baronnet), qui devient son héritier. Walter fonde ensuite l'école Sir Walter St John à Battersea.

## Famille
Il est le troisième enfant et fils aîné de John St John (1560-1594) et de Lucy Hungerford (1560-1627), fille de Walter Hungerford (Chevalier de Farley) et petite-fille de Walter Hungerford, 1er baron Hungerford de Heytesbury.
Il se marie deux fois, à Anne Leighton (morte le 18 septembre 1628 en couches), une fille de Thomas Leighton de Feckenham dans le Worcestershire, gouverneur de Jersey et Guernesey, et Elizabeth Knollys, et se remarie à Margaret Whitmore, la veuve de Richard Grubham. Avec sa première femme, il a treize enfants. Il est le beau-frère d'Allen Apsley.
St John lui-même est l'ancêtre des vicomtes Bolingbroke et des vicomtes St John, tandis que son oncle, Oliver St John, est créé le premier vicomte Grandison en 1620.

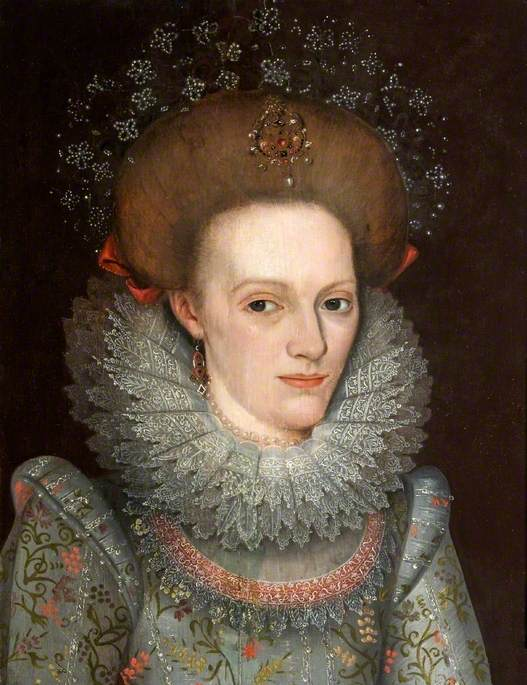
Anne Leighton, la première épouse de St John, mourut en donnant naissance à Henry en juillet 1628 après avoir eu douze autres enfants.

1. Oliver St John (1612/1613 - novembre 1641 ou 1642) épouse Catherine Vere, fille d'Horace Vere (1er baron Vere de Tilbury), et de Mary Tracy, et à John St John, 2e baronnet, en 1638 (mort en 1657) [6]
2. Anne St John, comtesse de Rochester (5 novembre 1614 - 18 mars 1696), épouse Francis Henry Lee, 2e baronnet de Ditchley, et en secondes noces Henry Wilmot (1er comte de Rochester)
3. John St John (né le 24 mars 1615) épouse Dorothy Ayloffe.
4. William St John (né en 1616)
5. Edward St John (26 février 1617 - mort à la deuxième bataille de Newbury, 1645)
6. Barbara St John (née en 1618)
7. Nicholas St John (29 mars 1620 – 18 avril 1639)
8. Lucy St John (née en 1621)
9. Sir Walter St John, 3e baronnet de Lydiard Tregoze et de Battersea (1622 - 3 juillet 1708) épouse en 1651 sa cousine germaine Johanna St John, fille d'Oliver St John de Longthorpe
10. Francis St John (1623-1624)
11. Elizabeth St John (1624-1629)
12. Thomas St John (1625-1630)
13. Henry St John, de Tandragee (juillet 1628 - septembre 1679) épouse sa cousine au second degré Catherine St John, fille d'Oliver St John, de Longthorpe